# Nielsen Norman Group
Nielsen Norman Group (NN/g) är ett amerikanskt konsultföretag för datoranvändargränssnitt och User Experience (användarupplevelser), grundat 1998 av Jakob Nielsen och Don Norman. Bland deras många bidrag kan nämnas Jakob Nielsen som utvecklade Nielsens 10 Heuristiker och Don Norman skapade termen "User Experience" (användarupplevelse) och skrev The Design of Everyday Things.